# Le Loreur
Le Loreur ist eine französische Gemeinde mit 262 Einwohnern (Stand 1. Januar 2022) im Département Manche in der Region Normandie. Sie gehört zum Kanton Bréhal und zum Arrondissement Avranches. Die Bewohner nennen sich Lorois.
Sie grenzt im Norden an Cérences, im Nordosten an Ver, im Osten an La Meurdraquière, im Süden an Saint-Sauveur-la-Pommeraye und im Westen an Hudimesnil.

## Bevölkerungsentwicklung
| Jahr      | 1962 | 1968 | 1975 | 1982 | 1990 | 1999 | 2008 | 2018 |
| --------- | ---- | ---- | ---- | ---- | ---- | ---- | ---- | ---- |
| Einwohner | 218  | 203  | 164  | 166  | 167  | 177  | 205  | 277  |

## Sehenswürdigkeiten

Kirche Notre-Dame

- Kirche Notre-Dame